# ホータン川
ホータン川（中国語：和田河、ウイグル語：خوتەن دەرياسى）は、中央アジアのタクラマカン砂漠を流れる内陸河川で、タリム川の支流のひとつである。流域は現在中国・新疆ウイグル自治区に属している。
崑崙山脈に発した白玉河（ユルンカシュ川）と黒玉河（カラカシュ川）が砂漠を北に向かって流れ、ホータンの町からおよそ145キロの地点で合流してホータン川となる。その後さらに290キロほど北方に流れてタリム川に合流する。
山脈の雪解け水が水源であるため、夏の間だけ水が流れ、他の季節の間は干上がる季節河川であるが、唯一タリム盆地をほぼ南北に横切る物流を担っていた。現在は、ホータン川に沿って阿和公路がG217国道の延長として開設されたので、常時はこちらが物資・人の輸送に利用されている。